# Inspector Koo
Inspectora Koo (Hangul: 구경이; RR: Gu Gyeong-i) es una serie de televisión surcoreana transmitida del 30 de octubre de 2021 hasta el 12 de diciembre de 2021 a través de JTBC.
La serie es descrita como la versión asiática de Killing Eve, y trata sobre la batalla de una ex oficial de policía contra una estudiante universitaria que es una asesina en serie.

## Sinopsis
La serie sigue la historia de Koo Kyung-yi, una detective privada e investigadora de seguros cuyo mundo se destruye después de una tragedia y comienza a vivir en torno a los juegos y el alcohol, mientras investiga un misterioso caso de un asesino en serie.
Kyung-yi, es una mujer inteligente e intuitiva que resuelve casos sólo por la emoción de hacerlo en lugar de traer justicia al mundo. Por las buenas o por las malas, ella persigue ferozmente la verdad detrás de cada caso.
Cuando una joven estudiante universitaria, quien es un asesina en serie trama un caso de asesinato accidental para defraudar el dinero de su seguro, Kyung-yi se pone a trabajar para atraparla.

## Reparto

### Personajes principales[8]
| Actor          | Personaje           | N.º de episodios | Notas |
| -------------- | ------------------- | ---------------- | --- |
| Lee Young-ae   | Koo Kyung-yi        | 12               | Era una oficial de la policía inteligente que se convierte en una persona reclusa después del asesinato de su esposo, ahora trabaja como investigadora de seguros, pero aunque ya no está con la policía, resuelve casos, lo que la lleva a enfrentarse a una estudiante universitaria que secretamente es una asesina en serie. |
| Kim Hye-jun    | Song Yi-kyung (Kei) | 12               | Es una misteriosa estudiante universitaria, así como una asesina en serie aficionada y apasionada al teatro. |
| Kim Hae-sook   | Yong Sook           | -                | Es la directora de la fundación. |
| Kwak Sun-young | Na Je-hee           | 12               | Es la jefa del equipo de investigación de "NT Life Insurance", quien solía ser la junior de Kyung-yi en la fuerza policial. |
| Baek Sung-chul | "Santa"             | -                | Es el joven y competente asistente de Song Yi-kyung. Observa en silencio y se convierte en las manos y pies de Yi-kyung. |
| Cho Hyun-chul  | Oh Kyung-soo        | 12               | Es un investigador en "NT Life Insurance". |

### Personajes secundarios

#### Personas cercanas a Kei
| Actor        | Personaje | N.º de episodios | Notas |
| ------------ | --------- | ---------------- | --- |
| Lee Hong-nae | Geon-wook | -                | Es un joven hombre quien aunque parece duro, en realidad es una persona amigable que siempre apoya a Kei a quien considera como a una hermana. |
| Bae Hae-sun  | Jung-yeon | -                | Es la tía de Kei. |

#### Personas cercanas a Yong Sook
| Actor          | Personaje    | N.º de episodios | Notas                                                        |
| -------------- | ------------ | ---------------- | ------------------------------------------------------------ |
| Jung Seok-yong | Gerente Kim  | -                |                                                              |
| Choi Dae-chul  | Heo Sung-tae | -                | Es el hijo mayor de la directora Yong.                       |
| Park Ji-bin    | Heo Hyun-tae | -                | Es el hijo menor de la directora Yong y hermano de Sung-tae. |

### Otros personajes
| Actor           | Personaje        | Episodio(s) donde apareció | Notas                                                              |
| --------------- | ---------------- | -------------------------- | ------------------------------------------------------------------ |
| Kim Oh-bok      | Kim Won-shik     | -                          |                                                                    |
| Bae Myung-jin   | Koo Kyung-yi     | -                          | Es un miembro del equipo de inspección A.                          |
| Yoo Pil-ran     | -                | -                          | Es la gerente de NT Life Insurance.                                |
| Choi Young-joon | Jang Seong-woo   | -                          | Es un maestro de teatro de secundaria y el esposo de Koo Kyung-yi. |
| Lee So-geum     | -                | 1                          | Es un repartidor de comida.                                        |
| Jeon Seok-chan  | -                | 1-2                        | Es un detective.                                                   |
| Ahn Tae-rin     | Kim Seon-mi      | 1-2, 4                     |                                                                    |
| Kang Hak-soo    | -                | 1, 5-6                     | Es un conserje.                                                    |
| Park Yong       | -                | 2                          | Es un cliente con dolor de espalda.                                |
| Choi Hee-jin    | Psiq. Son Ji-yoo | 2, 5                       | Es una psiquiatra.                                                 |
| Lee Joong-ok    | -                | 3                          | Es un examinador médico.                                           |
| Song Hoon       | -                | 3                          | Es un empleado de "MEK Security".                                  |
| Han Seung-yoon  | -                | 4                          | Es un personal del dormitorio "Sunshine".                          |
| Jo Shi-yeon     | Su-yeon          | 4                          |                                                                    |
| Park Noh-shik   | -                | 4                          | Es el hombre pájaro.                                               |
| Kim Gwang-seok  | -                | 4                          | Es un detective.                                                   |
| Han Seung-yoon  | -                | 4                          | Es un oficial de la policía.                                       |
| Min Eung-shik   | -                | 4                          | Es un experto en muñecas.                                          |
| Noh Hee-joong   | -                | 4                          | Es un guardia de seguridad.                                        |
| Joo Boo-jin     | -                | 4                          | Es una pasajera del metro.                                         |
| Yoon Boo-jin    | -                | 4                          | Es una compañera de trabajo de Jung-yeon.                          |
| Kim Bong-soo    | -                | 4-5                        | Es un jubilado que juega go.                                       |
| Sung Hyun-mi    | -                | 5                          | Es la madre de Song Yi-kyung (Kei).                                |
| Won Geun-hee    | -                | 5                          | Es la encargada de la limpieza.                                    |
| Jun Joon-woo    | -                | 5                          | Es un monje.                                                       |
| Noh Hee-joong   | -                | 6                          | Es un oficial de la policía.                                       |
| Park Sun-young  | -                | 6                          | Es una empleada del laboratorio "KD Peace Lab".                    |
| Kam Rain        | -                | 6                          | Es una empleada del laboratorio "KD Peace Lab".                    |
| Ki Hwan         | -                | 6                          | Es un empleado del laboratorio "KD Peace Lab".                     |
| Kang Gu-ha      | -                | 6                          | Es un empleado del laboratorio "KD Peace Lab".                     |
| Kim Tae-seong   | -                | -                          |                                                                    |

### Apariciones especiales
| Actor          | Personaje       | Episodio(s) donde apareció | Notas                                                                                  |
| -------------- | --------------- | -------------------------- | -------------------------------------------------------------------------------------- |
| Park Ye-young  | Yoon Jae-young  | 1-2, 4                     | [ 19 ]                                                                                 |
| Kim Kang-hyun  | Kim Min-gyu     | 1-2, 6                     |                                                                                        |
| Shin Yoon-seop | Park Kyu-il     | 3                          |                                                                                        |
| Cho Yi-hyun    | -               | 3                          | Es una organizadora del evento de "Bubble".                                            |
| Park Kang-sub  | Dae-ho          | 3-4, 6                     |                                                                                        |
| Jang Sung-kyu  | -               | 4                          | Es un oficial de la policía.                                                           |
| Kim Soo-ro     | Go Dam (Gotham) | 4, 6                       | Es un panelista del programa de noticias. Se convierte en uno de los objetivos de Kei. |

## Episodios
La serie está conformada por doce episodios, los cuales fueron emitidos todos los sábados y domingos a las 22:30 (KST).

### Ratings
Los números en color rojo indican las calificaciones más bajas, mientras que los números en azul indican las calificaciones más altas.
| Episodio | Fecha de emisión        | Participación promedio de audiencia (Nielsen Korea) | Participación promedio de audiencia (Nielsen Korea) |
| Episodio | Fecha de emisión        | Nacional                                            | Seúl                                                |
| -------- | ----------------------- | --------------------------------------------------- | --------------------------------------------------- |
| 1        | 30 de octubre de 2021   | 2.640% (7.ª)                                        | 2.666% (5.ª)                                        |
| 2        | 31 de octubre de 2021   | 2.6%'                                               | 3.027% (7.ª)                                        |
| 3        | 6 de noviembre de 2021  | 2.305% (10.ª)                                       | 2.241% (10.ª)                                       |
| 4        | 7 de noviembre de 2021  | 2.747% (10.ª)                                       | 3.464% (5.ª)                                        |
| 5        | 13 de noviembre de 2021 | 1.809% (N/A)                                        | N/A                                                 |
| 6        | 14 de noviembre de 2021 | 2.548% (8.ª)                                        | 3.036% (7.ª)                                        |
| 7        | 20 de noviembre de 2021 | 1.8% (N/A)                                          | 2.510% (7.ª)                                        |
| 8        | 21 de noviembre de 2021 | 2.185% (N/A)                                        | 2.717% (9.ª)                                        |
| 9        | 4 de diciembre de 2021  | 1.699% (N/A)                                        | N/A                                                 |
| 10       | 5 de diciembre de 2021  | 1.808% (N/A)                                        | N/A                                                 |
| 11       | 11 de diciembre de 2021 | 1.515% (N/A)                                        | N/A                                                 |
| 12       | 12 de diciembre de 2021 | 2.312% (N/A)                                        | 2.864% (7.ª)                                        |
| Promedio | Promedio                | %                                                   | %                                                   |

## Música
El OST de la serie está conformado por las siguientes canciones:

### Parte 1
| No. | Intérprete | Canción                          | Letra | Música | Duración |
| --- | ---------- | -------------------------------- | ----- | ------ | -------- |
| 1   | TRPP       | "Yeah (Round and Round)"         | -     | -      | -        |
| 2   |            | "Coming After"                   | -     | -      | -        |
| 3   |            | "Yeah (Round and Round)" (Inst.) | -     | -      | -        |

### Parte 2
| No. | Intérpretes   | Canción      | Letra | Música | Duración |
| --- | ------------- | ------------ | ----- | ------ | -------- |
| 1   | Ha Jin (하진) | "UP"         | -     | -      | -        |
| 2   | TRPP          | "Sins"       | -     | -      | -        |
| 3   | Ha Jin        | "UP" (Inst.) | -     | -      | -        |

### Parte 3
| No. | Intérpretes | Canción            | Letra | Música | Duración |
| --- | ----------- | ------------------ | ----- | ------ | -------- |
| 1   | SURL        | "Watch Me"         | -     | -      | -        |
| 2   | TRPP        | "Patience"         | -     | -      | -        |
| 3   | SURL        | "Watch Me" (Inst.) | -     | -      | -        |

### Parte 4
| No. | Intérpretes | Canción                        | Letra | Música | Duración |
| --- | ----------- | ------------------------------ | ----- | ------ | -------- |
| 1   | TRPP        | "Liars (I Feel Alive)"         | -     | -      | -        |
| 2   |             | "Chi-Chi’s Theme"              | -     | -      | -        |
| 3   |             | "Liars (I Feel Alive)" (Inst.) | -     | -      | -        |

## Premios y nominaciones
| Año  | Categoría               | Premios                  | Nominado(a) | Resultado |
| ---- | ----------------------- | ------------------------ | ----------- | --------- |
| 2022 | Mejor actriz revelación | 58th Baeksang Arts Award | Kim Hye-jun | Pendiente |

## Producción
El título inicial de la serie fue "Incredible Koo Kyung-yi" (en hangul,  경이로운 구경 이; RR:  Gyeong-iroun Gu Gyeong-i). La serie también es conocida como "Sightseeing", "A Wonderful Sight", "Inspector Koo Kyung Yi", "Inspector Koo Kyeong Yi" y/o "Wonderful Watch".
La dirección está en manos de Lee Jung-heum (이정흠), quien cuenta con el guionista Sung Cho-yi. Mientras que la producción es realizada por Park Seong-hye, Kim Young-bae, Park Seong-eun, Kim Ji-won, Park Woo-ram y Yoon Jae-soon, junto con el productor ejecutivo Sung Min-seon.
La cinematografía es realizada por Hwang Min-sik y Han Seung-hoon, mientras que la edición está a cargo de Shin Min-kyung.
La primera lectura del guion del elenco se llevó a cabo en mayo de 2021 y las filmaciones comenzaron el mes siguiente. Mientras que la conferencia de prensa en línea fue realzada el 29 de octubre del mismo año.
La serie también cuenta con el apoyo de las compañías de producción KeyEast, Group8 y JTBC Studios, y es distribuida por la JTBC y Netflix.

### Recepción
El 2 de noviembre de 2021, Good Data Corporation compartió su nueva clasificación de los dramas y miembros del elenco que generaron más revuelo durante la semana. Las listas se compilaron a partir del análisis de artículos de noticias, publicaciones de blogs, comunidades en línea, videos y publicaciones en redes sociales sobre los dramas que están actualmente al aire o que saldrán al aire próximamente. La serie obtuvo el puesto número 8 en la lista de dramas, más comentados de la semana. Mientras que la actriz Lee Young-ae ocupó el puesto número 8 dentro de los diez miembros del elenco más comentados de la semana.
El 10 de noviembre de 2021, Good Data Corporation compartió su nueva clasificación de los dramas y miembros del elenco que generaron más revuelo durante la semana. Las listas se compilaron a partir del análisis de artículos de noticias, publicaciones de blogs, comunidades en línea, videos y publicaciones en redes sociales sobre los dramas que están actualmente al aire o que saldrán al aire próximamente. Antes de su estreno, la serie obtuvo el puesto número 7 en la lista de dramas, más comentados de la semana.
El 23 de noviembre de 2021, Good Data Corporation compartió su nueva clasificación de los dramas y miembros del elenco que generaron más revuelo durante la semana. Las listas se compilaron a partir del análisis de artículos de noticias, publicaciones de blogs, comunidades en línea, videos y publicaciones en redes sociales sobre los dramas que están actualmente al aire o que saldrán al aire próximamente. Antes de su estreno, la serie obtuvo nuevamente el puesto número 10 en la lista de dramas, más comentados de la semana.

### Distribución internacional
Internacionalmente la serie también está disponible para transmisión en Netflix.